# Курчатов, Борис Васильевич
Бори́с Васи́льевич Курча́тов (3 августа 1905, Симский Завод, Уфимская губерния — 13 апреля 1972, Москва) — советский радиохимик, доктор химических наук, профессор. Лауреат Ленинской и двух Сталинских премий. Брат Игоря Курчатова.

## Биография
Родился 3 августа 1905 в поселке Симский Завод бывшей Уфимской губернии (ныне город Сим Челябинской области) в семье землемера и учительницы. Вскоре их семья переехала в Симферополь. В 1921 году поступил на химический факультет Таврического университета в Симферополе, а после второго курса перевёлся на химический факультет Казанского университета, который окончил в 1927 году. С 1928 по 1943 год работал в Ленинградском Физико-техническом институте, пройдя путь от младшего научного сотрудника до заведующего лабораторией. С мая 1943 года был переведён в Москву, в Лабораторию № 2, где и проработал до конца своих дней.
11 июля 1950 года секретным распоряжением Совета Министров СССР выделен «…земельный участок для дачи И. В. Курчатова площадью 0,54 га в селении Мисхор Ялтинского района (бывшая дача Кёллера)». После смерти Курчатова в 1960 году хозяйкой дачи была его вдова Марина Дмитриевна, а после её кончины в 1969 году — брат Игоря Васильевича Борис Васильевич Курчатов. После его смерти в 1972 году Курчатовский институт выкупил дачу.
Скончался 13 апреля 1972 года в Москве.

## Карьера
В ленинградский период Б. В. Курчатов многие работы проводил совместно с сотрудниками Радиевого института, поэтому его можно отнести к первому поколению учеников В. Г. Хлопина и А. Ф. Иоффе. В этот период совместно с И. В. Курчатовым проводятся первые работы по физике диэлектриков и полупроводников. Результаты этих работ послужили основой для разработки И. В. Курчатовым теории сегнетоэлектриков. Б. В. Курчатовым проведены практически важные исследования в области твёрдых выпрямителей и разработан сульфатный выпрямитель, позволяющий работать с гораздо более высокими плотностями тока, чем было возможно до этого. Совместно с И. В. Курчатовым, Л. В. Мысовским и Л. И. Русиновым Б. В. Курчатов является первооткрывателем ядерной изомерии брома, что было одним из крупных достижений ядерной физики того времени. В 1938 Б. В. Курчатов защитил диссертацию и получил учёную степень кандидата физико-математических наук.
С 1934 года Б. В. Курчатов активно участвует в работах по изучению искусственной радиоактивности. С полным основанием его можно считать одним из основателей советской радиохимии. Он был одним из первых, кто использовал химические методы для интерпретации ядерных реакций при изучении искусственной радиоактивности. Ему принадлежит вся радиохимическая часть первых исследований И. В. Курчатова. Б. В. Курчатов внёс большой вклад в решение химических проблем в атомной промышленности. Под его руководством и непосредственном участии впервые в СССР были выделены сначала индикаторные, а потом и весовые количества нептуния и плутония, а также проведены важнейшие радиохимические исследования с трансплутониевыми элементами вплоть до калифорния. Работы Б. В. Курчатова по химии трансурановых элементов и продуктов деления, аналитические методики и технологические процессы переработки облучённого урана явились богатейшим научным вкладом и широко используются в отечественной атомной промышленности. Под руководством Б. В. Курчатова были проведены весьма плодотворные и практически важные исследования ядерных реакций при высоких энергиях бомбардирующих частиц, ускоренных на синхроциклотроне в Дубне (1949—1953), с использованием радиохимических методов. Б. В. Курчатову принадлежат основополагающие исследования заражённости воздуха, почвы и продуктов питания радиоактивными изотопами, образующимися при ядерных взрывах. Не меньшее значение имеют и результаты изучения влияния радионуклидов, образующихся при ядерных взрывах на биосферу. В последние годы своей жизни Б. В. Курчатов много внимания уделял изучению физики деления тяжёлых ядер и вопросам радиоэкологии.
По результатам научной деятельности Б. В. Курчатова опубликовано более ста пятидесяти научных работ и авторских свидетельств, причём некоторые работы остаются пока неопубликованными. Доктор химических наук, профессор Б. В. Курчатов входил в состав учёного совета Института атомной энергии (сейчас Федеральное государственное учреждение Российский научный центр «Курчатовский институт»), экспертной комиссии ВАК, редколлегии журнала «Радиохимия». Параллельно с работой в ИАЭ с 1946 по 1951 год Б. В. Курчатов заведовал радиохимической лабораторией в НИФИ при Московском государственном университете.

## Награды и премии
- орден Ленина
- 5 орденов Трудового Красного Знамени (в том числе 10.06.1945; 29.10.1949)
- медали
- Ленинская премия (1959)
- Сталинская премия второй степени (1949)
- Сталинская премия (1951)